# Microtis
Microtis – rodzaj roślin z rodziny storczykowatych (Orchidaceae). Obejmuje 23 gatunki występujące w Azji Południowo-Wschodniej, Australii i Oceanii w takich krajach i regionach jak: Wyspy Chatham, Chiny, Japonia, Jawa, Małe Wyspy Sundajskie, Malezja Zachodnia, Riukiu, Nowa Kaledonia, Nowa Zelandia, Norfolk, Filipiny, Wyspy Salomona, Celebes, Tajwan, Vanuatu, Tuamotu, Kermadec, stany Nowa Południowa Walia, Queensland, Australia Południowa, Tasmania, Wiktoria, Australia Zachodnia.

## Systematyka
Rodzaj sklasyfikowany do podplemienia Prasophyllinae w plemieniu Diurideae, podrodzina storczykowe (Orchidoideae), rodzina storczykowate (Orchidaceae), rząd szparagowce (Asparagales) w obrębie roślin jednoliściennych.
Wykaz gatunków
- Microtis alba R.Br.
- Microtis alboviridis R.J.Bates
- Microtis angusii D.L.Jones
- Microtis arenaria Lindl.
- Microtis atrata Lindl.
- Microtis brownii Rchb.f.
- Microtis cupularis (D.L.Jones & G.Brockman) A.P.Br.
- Microtis eremaea R.J.Bates
- Microtis eremicola (R.J.Bates) D.L.Jones & M.A.Clem.
- Microtis familiaris R.J.Bates
- Microtis globula R.J.Bates
- Microtis gracilenta R.J.Bates
- Microtis gracilis (R.S.Rogers) M.A.Clem., D.L.Jones & C.J.French
- Microtis graniticola R.J.Bates
- Microtis media R.Br.
- Microtis oblonga R.S.Rogers
- Microtis oligantha L.B.Moore
- Microtis orbicularis R.S.Rogers
- Microtis parviflora R.Br.
- Microtis pulchella R.Br.
- Microtis quadrata (R.J.Bates) D.L.Jones & M.A.Clem.
- Microtis rara R.Br.
- Microtis unifolia (G.Forst.) Rchb.f.